# 小行星2390
小行星2390（2390 Nezarka）是一颗围绕太阳公转的小行星。1980年8月14日，茲丹卡·瓦弗洛娃在克萊季发现了此天体。
該小行星以捷克的內扎爾卡河命名。
这颗小行星的绝对星等为354.880407404143等。